# Andreas Bredau
Andreas Bredau (* 21. März 1984 in Burg bei Magdeburg) ist ein deutscher Bobsportler, der als Anschieber aktiv ist.

## Leben
Andreas Bredau begann 2005 seine Karriere als Wintersportler, nachdem er zuvor Diskuswerfer gewesen war. Im Jahre 2002 war er bei der Bundespolizei eingestellt worden. Im Weltcup 2007 belegte er im Zweierbob zwei zweite Plätze. Außerdem gewann er im Viererbob eine Goldmedaille bei den Junioren-Weltmeisterschaften 2010 mit dem Piloten Manuel Machata. Im Zweierbob belegten die beiden den zweiten Platz. Sechs Mal siegte der 1,97 m große Bredau als Anschieber im Intercontinentalcup. Bei den Olympischen Spielen 2010 war er Anschieber im Viererbob von Karl Angerer. Bredau ersetzte Alexander Rödiger, der zuvor ins Team Lange gewechselt war. Ab dem März 2010 wird Bredau an der Bobschule in Oberhof seine Eignung zum Piloten überprüfen lassen. Zur Saison 2010/11 wechselte Bredau in den Bob von Pilot Manuel Machata. Mit diesem gewann er dessen erstes Weltcuprennen im Zweierbob zum Auftakt der Saison in Whistler. Als Anschieber von Manuel Machata wurde er am 23. Januar 2011 Europameister im Viererbob, am 27. Februar 2011 gewann das Quartett auch den Weltmeistertitel.